# Timarque

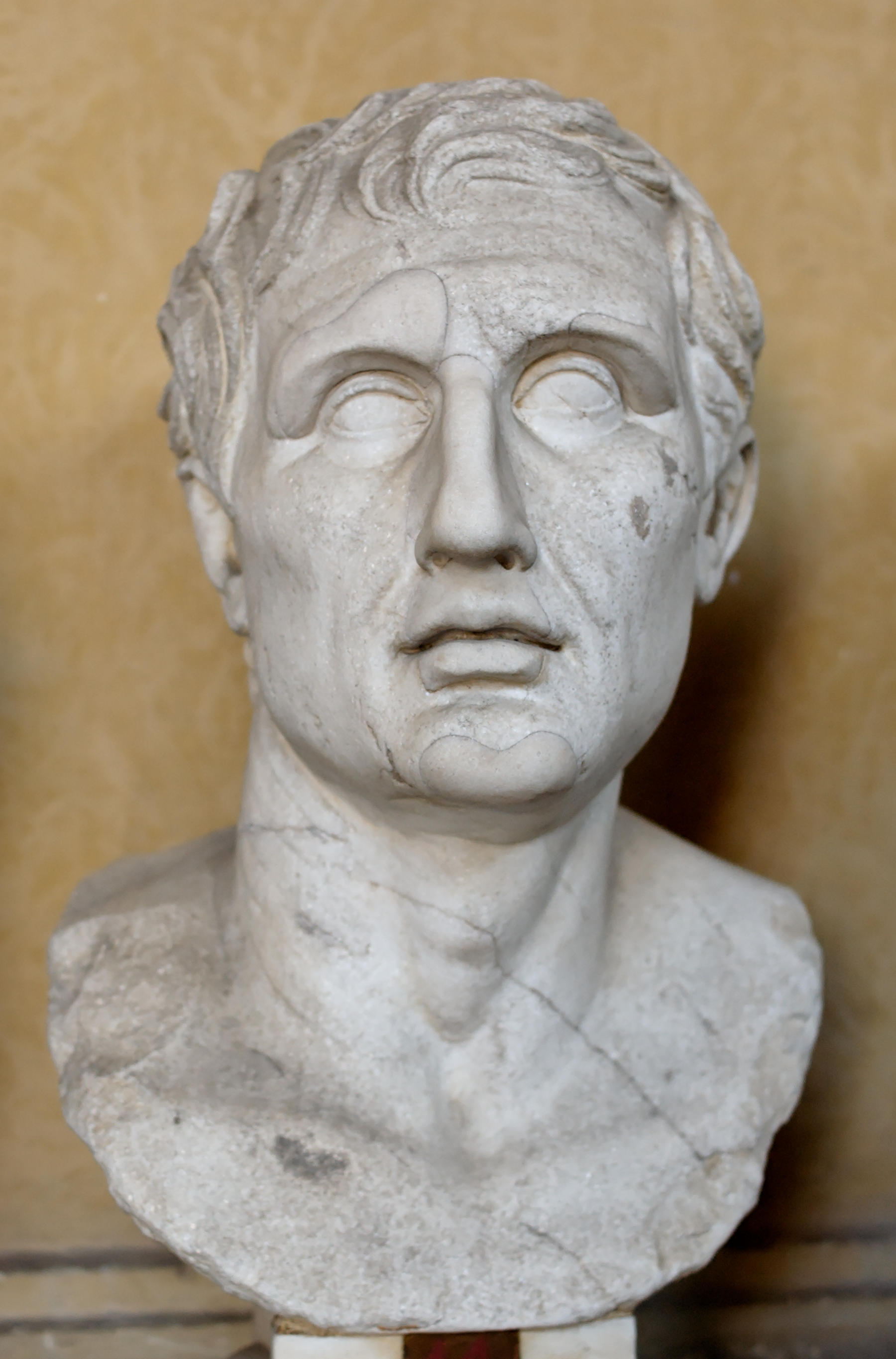
Buste de Ménandre, copie romaine de ce qui fut peut-être l'original de Timarque et son frère Céphisodote le Jeune, musée Chiaramonti (Vatican).

Timarque est un sculpteur athénien de la fin du IVe siècle av. J.-C. et du début du IIIe siècle av. J.-C.

## Biographie
Il est le fils cadet de Praxitèle et le frère de Céphisodote le Jeune, et très probablement le petit-fils de Céphisodote l'Ancien. Tous sont des sculpteurs athéniens. Pline l'Ancien situe son apogée (floruit) dans la 121e olympiade, c'est-à-dire en 296-293 av. J.-C.

## Œuvre
Les textes anciens et les inscriptions lui attribuent, avec son frère Céphisodote :
- des portraits : de l'orateur Lycurgue et de ses fils[3], de Théoxénidas, son grand-oncle[4], du poète Ménandre[5] (que l'on a pensé reconnaître dans une série de copies romaines[6]), d'une prêtresse d'Athéna Polias[7] ;
- des effigies divines : Ényo (la Discorde) dans le temple d'Arès à Athènes[8], le héros Cadmos à Thèbes[9].

Il est cité seul sur une base inscrite dont la statue a été perdue.